# Molophilus (Molophilus) wataganensis
Molophilus (Molophilus) wataganensis is een tweevleugelige uit de familie steltmuggen (Limoniidae). De soort komt voor in het Australaziatisch gebied.